# Chlorophorus semiruber
Chlorophorus semiruber är en skalbaggsart som beskrevs av Maurice Pic 1925. Chlorophorus semiruber ingår i släktet Chlorophorus och familjen långhorningar. Inga underarter finns listade i Catalogue of Life.